# الكتابة الأصلية
الكتابة الأصلية (أرشي إكريتور) أطلقها جاك ديريدا مجازا على اللغة.
ذلك أن اللغة تسبق كلا من الكلام والكتابة التي قال أفلاطون أنها دواء (فارماكون) يسمم الذاكرة.